# Marcallo con Casone
Marcallo con Casone est une commune italienne de la ville métropolitaine de Milan, dans la région Lombardie.

## Administration
| Période                                  | Période  | Identité         | Étiquette | Qualité |
| ---------------------------------------- | -------- | ---------------- | --------- | ------- |
| 8 juin 2009                              | En cours | Massimo Olivares | LN        |         |
| Les données manquantes sont à compléter. |          |                  |           |         |

### Frazione
Casone.

### Communes limitrophes
Ossona, Mesero, Santo Stefano Ticino, Bernate Ticino, Magenta, Boffalora sopra Ticino.

## Jumelages
- Bubry (France) ;
- Macroom (Irlande).